# Max Denbigh
Max Denbigh (código no MI-6: C) é um personagem do filme  007 contra SPECTRE, 24º da franquia cinematográfica oficial do espião britânico James Bond, criado por Ian Fleming. Personagem que não existe nos livros de Fleming e criado pelos atuais roteiristas da série, "C" é um agente duplo, espião da SPECTRE, megalomaníaco e traidor da inteligência britânica. Foi vivido nas telas pelo ator irlandês Andrew Scott.

## Características
"C" é o diretor-geral do Joint Security Service, uma organização particular de segurança resultante da fusão do MI-5 com o MI-6 que opera por fora do Centro de Segurança Nacional (CSN) e, secretamente, um membro da organização terrorista internacional SPECTRE. Seu grande objetivo é a adoção pelo Reino Unido e oito países aliados, sob seu comando, de um sistema de vigilância e espionagem chamado "Nove Olhos", operado por estes governos como um sistema de espionagem conjunto, substituindo e aposentando a seção 00 do MI-6, o que tem a forte oposição de "M".

## No filme
Durante a reunião de Denbigh com os chefes de inteligência dos países aliados, a instalação do programa "Nove Olhos" é interrompida por causa da oposição temporária da África do Sul, cujo governo está alarmado com a doutrina autoritária e invasiva do programa. O país entretanto muda de ideia quando sofre um grande ataque terrorista perpetrado em segredo pela SPECTRE, avisada da relutância africana por "C", que pretende usar o programa de espionagem para ter constante vigilância sobre o mundo tirando proveito destas informações para fazer chantagens e ganhar poder político .
Bond acabando descobrindo os planos de C e o fato dele ser um integrante da SPECTRE quando encontra Blofeld na base secreta no deserto do Marrocos e "M", "Q" e Moneypenny  correm para impedir a entrada em serviço do sistema "Nove Olhos" e prender Denbigh. Enquanto Bond persegue o líder Ernst Stavro Blofeld e sua organização no exterior, em Londres, usando de seus truques eletrônicos, "Q" consegue desativar o programa antes que ele entre em funcionamento on line; perseguido no edifício do MI-6 e confrontado por "M", "C" e o chefe do MI-6 entram numa luta corporal que termina numa sacada, com a queda para a morte de Denbigh.